# Холиков, Собиржон
Собиржо́н Холиков, другой вариант имени — Соби́р (род. 1926 года, Ферганский округ, Узбекская ССР) — бригадир совхоза имени Кирова Кировского района Ферганской области, Узбекская ССР. Герой Социалистического Труда (1978). Депутат Верховного Совета СССР 10-го созыва.

## Биография
Родился в 1926 году в одном из сельских населённых пунктов Ферганского округа. Окончил местную школу. С 1943 года трудился рядовым колхозником в хлопководческой бригаде в местном колхозе. Проходил срочную службу в Советской Армии. В последующем трудился учётчиком, с 1958 года — бригадиром хлопководческой механизированной бригады в совхозе имени Кирова Кировского района.
Бригада под его руководством ежегодно показывала высокие трудовые результаты в хлопководстве. Досрочно выполнила принятое коллективное социалистическое обязательство и планы Девятой пятилетки (1971—1975) по хлопководству. В 1977 году бригада Собиржона Холикова заняла передовое место в социалистическом соревновании среди трудовых коллективов совхоза. Указом Президиума Верховного Совета СССР от 20 февраля 1978 года удостоен звания Героя Социалистического Труда за «выдающиеся успехи, достигнутые во Всесоюзном социалистическом соревновании, проявленную трудовую доблесть в выполнении планов и социалистических обязательств по увеличению производства и продажи государству хлопка и других продуктов земледелия в 1977 году» с вручением ордена Ленина и золотой медали «Серп и Молот» (№ 18993).
Избирался депутатом Совета Союза Верховного Совета СССР от Ферганской области 10-го созыва (1979—1984).
Дальнейшая судьба не известна.